# International Committee on Taxonomy of Viruses
L'International Committee on Taxonomy of Viruses (ICTV), en français le Comité international de taxonomie des virus, est un comité chargé de la classification des virus. Leur classification fait autorité au sein de la communauté de virologues et est considérée comme la version officielle. Il publie chaque année depuis 1971 une classification des virus.

## Nombre de virus répertoriés
Lors de la publication de son rapport 2018b, l'ICTV a classé 5 560 virus répartis dans une centaine de familles.
En 2022, l'ICTV répertoriait 10 434 espèces de virus, réparties en 233 familles et 2 606 genres. La découverte de 5 500 nouvelles espèces de virus ARN, identifiées dans les mers du monde entier lors des expéditions Tara Oceans, laissait présager un nouvel accroissement des espèces répertoriées. En 2024, la liste no 40 des espèces de virus de l'ICTV, répertoriait 16 215 espèces, réparties en 368 familles et 3 769 genres.  

## Organisation
L'ICTV est un comité faisant partie de la division virologie de l'International Union of Microbiological Societies (IUMS), en français l'Union internationale des sociétés de microbiologie.
L'ICTV est composé d'un comité exécutif ainsi que de plusieurs sous-comités, chacun spécialisé dans certaines catégories de virus selon les organismes qu'ils infectent :
- invertébré
- vertébré
- procaryote
- Mycota
- plante.

Chacun des membres de ces sous-comités est lui-même un spécialiste d'une famille de virus.

## ICTVdb
L'ICTVdb (db pour database, en français base de données) est la base de données qui recense tous les virus classés par l'ICTV. Cette base a été mise en place en 1991 et est ouverte au public sur Internet.
C'est durant l'été 1987 que les premières discussions sur la mise en place d'une base de données recensant tous les virus commencent. En mars 1990, il est décidé de se baser sur les choix techniques du projet chargé de recenser les virus infectant les plantes, le Virus Identification Data Exchange (VIDE). Ce dernier utilise le format de données DELTA, qui est un standard dans le domaine de la taxonomie et ce format a donc été utilisé pour la version initiale de l'ICTVdb de 1993 à 2008.
Développée à l'origine en Australie au sein de l'Université nationale australienne, avec le soutien de la Fondation nationale pour la science (NSF), les serveurs hébergeant l'ICTVdb sont déplacés en avril 2001 à l'Université Columbia à New York. En 2008, la base de données a changé de langage En 2018, la 10e base de données contenait 735 genres et 4404 espèces différentes.